# Historia del atletismo en España
La historia del atletismo en España conocida se remonta al siglo XIX a la práctica de las carreras pedestres, donde eran populares sobre todo en Cataluña, Aragón y País Vasco, aunque las clasificaciones no eran publicadas en la prensa.
Las calles con el nombre del Coso o del Còs dejan referencias de donde se disputaban asiduamente estas carreras urbanas. Dichas carreras eran casi siempre desafíos, que se fueron introduciendo poco a poco en los actos de las fiestas mayores. Estos primeros retos para matar el tiempo o demostrar la superioridad física, junto con una especie de globalización del deporte, el regreso de emigrantes de América que traían noticias de estos deportes, el comienzo de los Juegos Olímpicos de la era moderna y la Exposición Universal de Barcelona, fueron los que prepararon el camino para las posteriores competiciones atléticas. Este interés por el atletismo, que según la documentación existente parece surgir primero en Cataluña y más concretamente en Barcelona, incentiva su interés en Madrid debido a la rivalidad existente entre estas ciudades y se suma a la tradición Navarro-Vasca de deportes de fuerza que acerca a estas regiones a las pruebas de lanzamiento del atletismo. Estas tres regiones fueron las grandes potencias del atletismo español en sus inicios.
Pero realmente en un deporte que se basa en gestos tan naturales como correr, lanzar o saltar no se le puede poner una fecha de inicio concreta y tenemos que remitirnos a la fundación de clubes, que en un inicio fueron gimnasios, y a la de federaciones de atletismo primero a nivel regional y después nacional.

## Anterior a 1900
En Aragón, Cataluña, País Vasco y Navarra se hacían carreras normalmente como parte de los festejos de las fiestas mayores y como en algunas localidades del Somontano también en las fiestas menores.
- En Aragón toman especial importancia las carreras de pollos o pollaradas surgiendo corredores legendarios como Mariano Bielsa y Latre, apodado Chistavín de Berbegal, participando en todo tipo de pollaradas y desafíos, llegando a aceptar el reto de un corredor italiano llamado Achilles Bargosi para ver quien daba más vueltas a la plaza de toros de Zaragoza, este hecho aconteció el 22 de octubre de 1882, pero se cree que estas carreras son anteriores al año 1850.[2]
- Con motivo de la Exposición Universal de Barcelona en 1888, hay conocimiento de una carrera desde Génova hasta Barcelona.[3] Alberto Maluquer cita en un libro como la primera carrera registrada, el 9 de diciembre de 1898, organizada por Jaime Vila, disputada sobre el recorrido de 14 km desde el Gimnasio Tolosa, situado en la calle Duque de la Victória, hasta Sarriá cuando aún era un pueblo cercano a Barcelona.[4] Joan Gamper compartía el mismo criterio. Por eso un año después, 1899, de aquella primera carrera el fundador del FC Barcelona organizó una de ochocientos metros alrededor del Hotel Casanovas, en la que acabó segundo, por detrás de Francesc Cruzate.[1]

Según pruebas documentales las competiciones en pista comenzarían a principios del siglo pasado, sobre todo en Cataluña a raíz de la fundación del FC Barcelona, que propició la práctica de otros deportes y que incluso el Alcalde de Barcelona, Bartomeu Robert, se propusiera el implantar en Barcelona campos de deporte con el patrocinio del Ayuntamiento.

## Desde 1900 hasta 1910[3]
Hay que decir que en esta época aún no se había constituido ninguna federación, ni se habían reglamentado las pruebas y Campeonatos es por eso que estos campeonatos no obtuvieron ninguna oficialidad.
En el año 1907, en el Hipódromo de Barcelona se celebra el 25 de marzo un concurso atlético.
También en Barcelona se celebra el Campeonato de España de 10 km, ganándolo José Tovar con un tiempo de 36´25.
La Federación Catalana de Fútbol organizaba también algunos eventos atléticos, como la Volta a Barcelona de junio de 1907 , en la que participaron 67 corredores.
En Madrid organizan la Copa Rodríguez Arsuaga, dándole el nombre de Campeonato de Madrid que gana Tomás Escamilla con 38´24.
En Irún el Sporting Club organiza también un festival atlético.
En el año 1909 se organiza en Madrid el segundo Campeonato de España de 10 km, Marcelino Agudo con un tiempo de 36´40 fue el ganador.
También en el año 1907 [cita requerida] se celebra en la Comunidad Valenciana, en concreto el 22 de diciembre, una prueba atlética, pionera en aquellos tiempos, ya que contaba por primera vez en esta comunidad con jueces y reglamentación, además los premios dejaban de ser conejos y pollos, para pasar a ser trofeos al uso. El recorrido de aquella prueba atlética, transcurría entre la ciudad de Valencia y la localidad de Masamagrell.

## Desde 1911 hasta 1920[6]
En el año 1911 el FC Barcelona organiza un festival atlético con motivo del cierre de la temporada futbolística. En agosto del mismo año el mismo club organiza una carrera en la que debuta Pere Prat, un atleta al que descubrió Gibert cuando lo vio como en la frontera francesa le perseguían y no eran capaces de darle alcance aún a pesar de ir cargado con un bulto. Consiguió contactar con él, lo trajo a Barcelona, fichó por el FC Barcelona y consiguió ser plusmarquista español de todas las distancias entre 800 m y la maratón.
En 1912, se funda el club Sport Atlético Barcelonés, sus miembros fundacionales fueron Pere Prat, Albert Charlot y Joan Barba, esta fue la primera organización dedicada exclusivamente al atletismo. En octubre del mismo año y con una excelente organización basándose en los Juegos Olímpicos de Estocolmo en 1912, se organiza en el campo del Universitari de Barcelona un concurso atlético. Los resultados más destacados fueron Carlos Comamala saltando en longitud 5,32 m y 9,75 m en Peso y José María Sagnier con 11"3/5 en los cien metros.
El año 1914 se comprueba el creciente auge de la popularidad del atletismo, los periodistas ya  cuentan en las crónicas deportivas habitualmente resultados de pruebas atléticas. 
En cuanto a eventos atléticos deportivos hay que destacar durante la primera semana de abril la organización de los Juegos Olímpicos Madrileños o el 5 de julio el Concurso Olímpico organizado en el Real Polo Jockey Club por el Sindicat de periodistes Esportius de Barcelona ajustándose a la normativa de los Juegos Olímpicos. En el mismo mes el 31 de julio en Alza la Sociedad Jolastokieta, donde participaron atletas franceses, o más tarde entre el 17 y el 31 de diciembre la Olímpiada Vasca, organizada por el Club Deportivo de Bilbao. En estos encuentros atléticos se consiguen algunas marcas que los miembros de la Asociación Española de Estadísticos de Atletismo consideran las primeras plusmarcas de atletismo españolas. Este año Manuel Nogareda Barbudo en Barcelona comienza a sentar las bases y a buscar personalidades interesadas en fundar organismos que regulasen las normas y controlaran oficialmente los resultados, es decir las Federaciones de Atletismo.
En 1915, como hechos destacables, hay que mencionar la creación de una sección de atletismo en el Club Gimnàstic de Tarragona y la fundación de la Federación Catalana de Atletismo gracias al esfuerzo de Manuel Nogareda que consigue reunir a un importante número de personalidades de la sociedad barcelonesa de la época, en una reunión previa presidida por Narciso Masferrer, se nombró una comisión para la realización de los estatutos, esta comisión estaba compuesta por el Dr. Álvaro Presta, de la Academia de Higiene, Bernardo Picornell del Club de Natación Barcelona, Manuel Nogareda, del diario Stadium, Arnaldo Margarit del Real Club Marítimo y Santiago Cañellas de El Día Gráfico. En el local de la Real Sociedad Colombófila de Cataluña, el 2 de septiembre, se celebra la Asamblea de constitución de la Federación Catalana de Atletismo (FCA), se aprueban los estatutos y la Junta Directiva con los siguientes cargos:
- Presidente: Dr. Álvaro Presta.
- Vicepresidente 1º: José Elías y Juncosa.
- Vicepresidente 2º: Dr. Carlos Comamala.
- Secretario: Manuel Nogareda.
- Vicesecretario: Alberto Maluquer.
- Tesorero: Jaime García Alsina
- Contador:Antonio Blasco Cirera.

En cuanto a competiciones atléticas se tiene conocimiento de la celebración de dos Campeonatos de Madrid de 10 km, uno ganado por Emilio González y el otro por M. Retuerto con 39´30".
En Barcelona, el 28 de febrero, en un circuito del Parque de la Ciudadela medido escrupulosamente, se hacen dos intentos de plusmarca española, uno en el 1500 m y el otro en la legua, consiguiéndose batir las marcas anteriores por Jaime Mestres con 4´33"3/5, y Adrián García con 19´50"2/5 respectivamente, a esta prueba se le da cierto carácter oficial levantándose un Acta firmada por un Jurado designado para vigilar la competición. La Asociación Española de Estadísticos de Atletismo considera la marca de Mestres como la primera plusmarca española en la prueba de 1500 metros lísos, por las diversas dudas que presentan las marcas anteriores.
En el mismo Parque barcelonés, el día 1 de agosto, se celebra el Campeonato de Barcelona de 10000 m, al que se le da el nombre de "Trofeo Maluquer", Pere Prat mejora la plusmarca española de 10 km (34´29"1/5) y la de 1500 m (4´31"2/5) al paso.
En el año 1916, continúan surgiendo entidades dedicadas exclusivamente al atletismo, y hay intentos de organizarse regionalmente a semenjanza de la Federación Catalana de Atletismo. En marzo se constituye de forma provisional la Federación Atlética Donostiarra, que después sería la Federación Atlética Guipuozcoana.
Se conocen actividades atléticas en Madrid, Barcelona, Bilbao, San Sebastián y Galicia. En Barcelona el día 9 de enero se organiza el Campeonato de cros country, que cuenta con una participación de 60 corredores y es ganado por Pere Prat. Este atleta lanza un desafío a cualquier corredor que quiera aceptarlo. Emilio González lo acepta y de esta  forma se organiza en Madrid el I Campeonato de España de campo a través sobre una distancia aproximada de 15 km y que es ganado por Pere Prat seguido de José Erra y en tercer lugar Emilio González. Por equipos gana el equipo atlético de Cataluña, mientras que los otros equipos participantes de la primera edición fueron: la Sociedad Cultural Deportiva, la Sociedad Exploradores Españoles, la Sociedad Deportiva Obrera y el Corinthians Club portugués. También se presentaron algunos atletas independientes.

## Dictadura franquista
La Iglesia católica, muy influyente durante la dictadura de Francisco Franco, consideraba todavía a principios del siglo XX al deporte femenino como un auténtico escándalo. En consecuencia, el atletismo femenino fue prohibido oficialmente por el régimen franquista hasta 1961, aunque niñas y jóvenes llevaban años practicando especialidades como carreras y saltos en las clases de Educación Física. En 1966 tenían lugar en España los VIII Juegos Internacionales Femeninos de la FISEC (Federación Internacional Deportiva de la Enseñanza Católica), organizados por la Sección Femenina y donde participaron ocho países europeos, en los que el atletismo ya ocupó un lugar preponderante.

## Competiciones de Atletismo más importantes en España
- Campeonato de España de Atletismo
- Campeonato de España de Atletismo en pista cubierta